# Apterostigma dentigerum
Apterostigma dentigerum är en myrart som beskrevs av Wheeler 1925. Apterostigma dentigerum ingår i släktet Apterostigma och familjen myror. Inga underarter finns listade.